# Gérard Guillaume
Gérard Guillaume, de son vrai nom Gérard William Joli, est un auteur, réalisateur et producteur de films de télévision français né le 19 février 1931 à Clermont-Ferrand et mort à Teyteix, commune de Feyt (Corrèze) le 4 septembre 2015.

## Biographie
Parallèlement aux études supérieures poursuivies dans sa ville natale, il fut l'élève de Magdeleine Bérubet au Conservatoire national d'art dramatique.
Titulaire du diplôme d'études supérieures d'art dramatique obtenu à la Sorbonne (classe de Henri Rolland), Gérard Guillaume, outre les nombreuses pièces qu'il joua au Théâtre de Poche, anima la Compagnie Les jeunes comédiens d'Auvergne et fut assistant metteur en scène au Centre dramatique de l'Ouest. En 1965 il est assistant metteur en scène pour la mini-série Gaspard des montagnes de Jean-Pierre Decourt. 
En 1960, il se tourna vers la réalisation audiovisuelle, et durant sa carrière d'abord à l'ORTF puis à TF1, A2 et FR3, il collabora aux émissions de Jacques Chancel, Pierre Dumayet, Bernard Gavoty, Claude Santelli, Pierre Schaeffer...
Lors d'un premier séjour au nord Vietnam, il réalisa un documentaire saisissant sur la vision de la guerre propre à un enfant du delta du fleuve rouge Le monde de Khoa. Ce documentaire lui valut le prix Paul Vaillant-Couturier. Toujours au Vietnam, il réalisa une série de reportages, regroupés en une trilogie : Les chemins de la victoire. Son reportage sur l'enquête conduite par Jane Fonda sur les effets des bombardements américains, sera diffusé par CBS aux États-Unis.
Il sera impliqué notamment avec Jacqueline Müller dans de nombreuses réalisations sur la musique pour la télévision durant les années 1970.
Il a réalisé également plusieurs films de fiction, La guerre des demoiselles (avec la collaboration de Jeanne Labrune), Le pic des trois seigneurs, La conquête du Paradou, Les chasses de Sébastien, La sorcière de Couflens.

## Carrière

### Acteur
- 1959 : Meurtre au ralenti de Jean-Paul Carrère
- 1960 : En votre âme et conscience, épisode : Mort d'un notaire ou le Crime de Madame Achet de  Michel Mitrani

### Réalisateur
- 1994 : Les Absences du Président (Paul Deschanel), téléfilm - scénario de Jeanne Labrune - (diffusé en 1996 sur A2).
- 1990 : La Nuit Africaine, téléfilm - (produit par A2, SFP, diffusé par A2), Prix du film militaire au 5e Festival d’Antibes.
- 1985 : La Sorcière de Couflens, téléfilm
- 1983 : Le Pic des trois seigneurs, téléfilm en trois parties.
- 1973 : Le Hors Champ, de Michel Suffran, téléfilm - (produit par 3e chaîne ORTF)
- 1973 : Un certain regard - épisode : Ho Chi Minh : esquisse pour un portrait politique (série TV)
- ? : L’Ombre de l’Oiseau, court métrage (A2) avec Maurice Garrel
- ? : La Conquête du Paradou (épisode produit par A2 et INA diffusion A2)
- ? : Les Chasses de Sébastien (épisode produit par A2 et INA diffusion A2)

### Scénariste
- 1990 : La Nuit Africaine
- 1985 : La Sorcière de Couflens
- 1983 : Le Pic des trois seigneurs
- 1973 : Le Hors Champ (adaptation)

### Documentaires et reportages
Le Monde de la Musique (série) de Bernard  Gavoty
- 1966 - Chanté en Catalan (Le chanteur compositeur Raimon en visite et concert à Paris)
- 1966 - Saint-Maximin RN7 avec Michel Chapuis
- 1967 - Faut-il tuer Siegfried ? (musicothérapie) avec le docteur Danièle Sivadon
- 1967 - Les pierres qui chantent (abbaye du Thoronet)

Les grands interprètes (série)
- 1966 - Michel Chapuis

Musique pour les yeux (série)
- 1967 - Et expecto résurrectionem mortuorum
- 1967 - Prélude à l'après-midi d'un faune
- 1967 - Goya-Varèse : La tauromachie
- 1967 - Opéra des gueux – Hoggarth

Écran musical (série)
- 1967 - Le 7e pupitre
- 1968 - Châtillon des Arts
- 1968 - Gennevilliers
- 1969 - Le Vietnam chante aussi - Chants traditionnels du Vietnam, émission présentée par le poète Cù Huy Cận, ministre de la culture de la R.D.V. et ambassadeur à l'UNESCO.
- 1969 - Ivry Gitlis
- Iannis Xenakis - Le nombre d'or en musique (Bach) et en architecture

Arcana (série)
- 1969 - Les Musiques et leurs publics

Musique en 33 tours  (coproducteur de la série)
- Charles Ives
- 1970 - Octobre de Prokofief
- 1970 - Bella Bartok
- 1970 - France Clidat - Litz
- 1970 - Le chant du silence (Abbaye de Kergonan)
- 1970 - Musique maçonnique
- 1970 - Michel Chapuis
- 1970 - L’art de la fugue, Gustave Léonarht
- 1971 - Musiques de scène
- 1971 - A l’assaut du ciel , Joseph Kosma
- 1971 - Gabriel Fauré par Casadesus
- 1971 - Aaron Copland
- 1971 - La fanfare d’Haspres
- 1971 - Solti
- 1972 - Stravinsky
- 1972 -  Un élève de Messiaen : Nguyen Tien Dao
- 1972 - Hommage à Casadesus
- 1972 - Les chants du silence (Les moines de Kergonan)

Panorama Grands reportages
- 1967 - La ruée vers la musique
- 1967 - L’abbaye du Thoronet
- 1967 - Le cap d’Ail,sur les traces de Jean Cocteau
- 1967 - Saint Bénild
- 1967 - Le testament de l’Oncle Ho (Décès de Ho Chi Minh) tourné à Hanoï

XXe siècle
- 1969 - Les juifs en Alsace
- 1969 - Au rendez-vous des souvenirs
- 1967 - Un colis très fragile
- 1967 - Dim Dam Dom
- 1967 - La Sainte Baume, présentée par le Père dominicain Henri Jarrier

Vivre aujourd'hui
- 1971 - La rue

Vocation(série, INA)
Coproducteur de l’ensemble de la série avec Jean Frappat et Pierre Dumayet.
- Émissions personnellement réalisées (Prix René Barthélémi)
- Les femmes du Delta (non diffusé sur les antennes, diffusion militante en salles)
- Le petit monde de Koha ou L’enfant poète (documentaire tourné en 1968 au Vietnam du Nord, diffusé dans le cadre des émissions de fin d’année, organisées par Claude Santelli), Prix Paul Vaillant Couturier.

Un certain regard (série)
Service de la Recherche ORTF, INA. En coproduction avec Unicité .
- Les Chemins de la Victoire (trilogie tournée en 1972 au Viet-Nam Nord, production Unicité / Service de la recherche ORTF1 :

1. Dat Nuoc (Terre et eau=Patrie)
2. Ho Chi Minh
3. Dong Phong

Entre 1972 et 1974, tournages au Viet-Nam de reportages et d’interviews :
- Jane Fonda au Vietnam (Production  Unicité, diffusion CBS)
- Interview du Général Giap (archives)
- Interview du premier ministre Phan Van Dong (archives)
- Le testament de l'Oncle Ho (A2 Panorama)

Autres réalisations pour le Service de la Recherche
- 1974 - Gustave Thibon
- 1974 - Jiri Pelikan
- 1975 - La télévision en URSS
- 1975 - Au rendez-vous des ancêtres avec Jane Sivadon
- 1975 - La Guerre des Demoiselles, en collaboration avec Jeanne Labrune, documentaire participatif.

Je veux être à toi (série, A2)
- 1979 - Avocat
- 1979 - Prof de Gym
- 1979 - Libraire
- 1981 - Pépiniériste

Fenêtre sur … (série, A2)
- 1981 - Meunier en Beauce

Voir… (série)
- 1980 - Les Moissons

Laser (série, FR3)
- La contraception

Aléas (série, FR3 Limoges)
- Qui suis-je ?
- Le nain volant
- Loup y es-tu ?

Divers hors séries
- Guillaume Apollinaire
- 1968 - Les femmes du Delta (documentaire réalisé en 1968 au Vietnam, non diffus ).
- Le vigneron mélomane. Réalisé pour une émission de Jacques Chancel
- Un public pour demain
- 1993 - Identités paysannes (trois documentaires pour FR3 Limoges)
- 1994 - Les travailleurs du Vallon (Art-Light production,FR3 Limoges) documentaire participatif sur le C.A.T d’Eygurande en Corrèze.